# Luis Prendes Estrada
Luis Prendes Estrada (Melilla; 22 d'agost de 1913 - Madrid; 27 d'octubre de 1998) va ser un actor espanyol.

## Biografia
Va néixer en Melilla, fill del militar Alfonso Prendes Fernández, natural de Gijón, i de Mercedes Prendes Arnáiz, natural de Ferrol. Germà de les actrius Mari Carmen i Mercedes Prendes, la seva vocació primera va ser la carrera militar, iniciant estudis d'oficial de la marina mercant.
En els seus primers anys com a actor s'integra en la companyia de la seva germana Mercedes i a les de Carmen Díaz i Concha Catalá. Després de finalitzar la Guerra Civil Espanyola comença una etapa de gran activitat tant en cinema com en teatre.
Es converteix en primer actor del Teatro María Guerrero, fins que en 1946 aconsegueix formar companyia pròpia. Entre els èxits amb els quals compte sobre un escenari, figuren les obres La visita de la vieja dama, Todos eran mis hijos i Los árboles mueren de pie.
En cinema la seva etapa més prolífica se situa en les dècades dels anys 1940 i 1950, quan aconsegueix l'estatus de galant en nombroses comèdies de Ignasi Farrés Iquino, Alejandro Ulloa o José María Forqué.
Igualment va ser un rostre habitual en els primers anys de Televisió Espanyola on es va prodigar amb freqüència en espais com Estudio 1, Novela i sèries com Historias para no dormir (1966) o Visto para sentencia (1971). Té un carrer dedicat a Benidorm.

## Filmografia (selecció)
- Alma de Dios (1941).
- Mi adorable secretaria (1942).
- Rosas de otoño (1943).
- Boda accidentada (1943).
- Un ladrón de guante blanco (1946).
- Balarrasa (1951).
- Luces de candilejas (1956).
- Dos basuras (1958).
- Rei de reis (1961).
- Loca juventud (1962).
- El hombre que mató a Billy el Niño (1967).
- Memorias del general Escobar (1984).
- Tuareg (1984).
- La forja de un rebelde episodi 2/6, Señor Corachán (1990).
- Atilano, presidente (1998).

## Televisió
- La forja de un rebelde (1990)
- Brigada central
  - El ángel de la muerte (1989)
- La venganza de Don Mendo (1988)
- Goya
  - La Cucaña (1985) Jovellanos
- La Celestina (1983)
- Un encargo original
  - La triple extravagancia de la Sta. Jardine (1983)
- Estudio 1
  - El mercader de Venecia (1981)
  - La discreta enamorada (1980)
  - Don José, Pepe y Pepito (1980)
  - Dinero (1979)
  - Espectros (1976)
  - La casa del viento (1975)
  - Los delfines (1974)
  - Las brujas de Salem (1973)
  - Doce hombres sin piedad (1973)
  - Murió hace 15 años (1973)
  - La Santa Hermandad (1970)
  - Ifigenia (1968)
  - Una mujer sin importancia (1968)
  - La santa virreina (1968)
  - Los físicos (1967)
  - El acusador público (1967)
  - Julio César (1965)
- Los mitos
  - Alcestes (1979)
  - Ifigenia (1979)
- Novela
  - Pepita Jiménez (1978)
  - El billete de lotería (1974)
  - La boda de Jeanette (1973)
  - Gerona (1969)
  - Einstein (1967)
  - El grillo del hogar (1966)
  - Leyenda de Navidad (1966)
  - El dilema (1965)
- Los libros
  - El club de los suicidas (1977)
  - Niebla (1976)
- Curro Jiménez
  - En la boca del diablo (1977)
- Mujeres insólitas
  - La Sierpe del Nilo (1977) Julio César
- Este señor de negro
  - Limpieza de sangre (1975)
- Crónicas fantásticas 
  - Mr. Parkinson (1974)
- Noche de teatro
  - Ejercicio para cinco dedos (1974)
  - Los tres etcéteras de Don Simón (1974)
- El teatro
  - Seis personajes en busca de un autor (1974)
- Buenas noches, señores
  - El aniversario (1972)
- A través de la niebla
  - Extraño viaje (1971)
  - El espejo chino (1971)
- Visto para sentencia
  - Después de la juerga (1971)
  - Celos (1971)
  - Chantaje (1971)
- Teatro breve 
  - La voz en el vaso (1971)
- Juegos para mayores
  - Gente divertida (1971)
- El premio
  - El cazador de mosquitos (1968)
- Detrás del telón
  - El amigo (1968)
- Historias para no dormir
  - El vidente (1967)
  - El doble (1966)
- Los encuentros
  - Error judicial (1967)
- Teatro de siempre
  - El castigo sin venganza (1967)
  - Las tres hermanas (1967)
  - Julio César (1967)
- La pequeña comedia
  - Cuando los duros se ablandan (1966)
  - Cándida (1966)
- Diego de Acevedo
  - La invasión (1966)
  - El cadete San Martín (1966)
- Tras la puerta cerrada
  - La gota de sangre (1965)
- Primera fila
  - Una muchachita de Valladolid (1965)
  - Desde los tiempos de Adán (1965)
- La otra cara del espejo
  - Diálogo imposible de lo eterno y lo efímero (1964)
- Sospecha
  - Diez años para recordar (1963)
- Gran teatro
  - Don Juan de Mañara (1963)

## Teatre
- Plaza de Oriente (1948), de Joaquín Calvo Sotelo.
- Don Juan Tenorio (1949), de José Zorrilla.
- Alberto (1949), de José López Rubio.
- Historias de una casa (1949), de Joaquín Calvo Sotelo.
- Barriada (1950), de Julio Alejandro.
- El calendario que perdió siete días (1950), d'Enrique Suárez de Deza.
- Mariscal (1952), de Ferenc Molnar.
- Amor bajo cero (1952), de H.W. Reed i Jacques Duval.
- Dueto a dos manos (1952), de Mary Heyley Bell.
- Tito Andrónico (1956).
- Las brujas de Salem (1957).
- Réquiem por una mujer (1957).
- El diario de Ana Frank (1957).
- Otel·lo (1957), de Shakespeare,
- Don Juan Tenorio (1958), de José Zorrilla
- La Orestíada (1959).
- La visita de la vieja dama (1959)
- La vida en un hilo (1959)
- El baile de los ladrones (1960), de Jean Anouilh.[3]
- La bella malmaridada (1962).
- Todos eran mis hijos (1963)
- Los árboles mueren de pie (1964), de Alejandro Casona.
- El segundo disparo (1965), de Robert Thomas.
- Cara de plata (1967), de Valle-Inclán.
- El castigo sin venganza (1968), de Lope de Vega.
- Águila de blasón (1969), de Valle-Inclán.
- La amante (1969), de Joaquin Calvo Sotelo.
- Andorra (1971), de Max Frisch,
- La noche de los cien pájaros (1972), de Alejandro Casona.
- Fedra (1973), de Miguel de Unamuno.
- La señorita de Trevélez (1973), de Carlos Arniches.
- Quédate a desayunar (1974), de Ray Cooney i Gene Stone.
- Ojo por ojo, cuerno por cuerno (1975)
- Viernes, día de libertad (1977).
- El padre (1978), d'August Strindberg.[4]
- Una hija de su madre (1980).
- La vida es sueño (1981).[5]
- Pablo Iglesias (1984).
- La Metamorfosis (1985), de Kafka.
- El realquilado (1975), de Joe Orton
- Tres sombreros de copa (1992), de Miguel Mihura.[6]
- Traidor, inconfeso y mártir (1993), de José Zorrilla[7]
- La loba (1993), de Lillian Hellman.[8]
- Destino Broadway (1996).
- Las mocedades del Cid (1997), de Guillem de Castro[9]